# Концертный зал Пицундского храма
Концертный зал Пицундского храма— сезонный концертный зал Абхазии. Расположен в зале Пицундского храма, в Пицунде.
Функционирует только в летний период.
Пицундский храм обладает прекрасными акустическими свойствами.

## История
В 1970-х годах вместе с постройкой курортного комплекса в Пицунде было решено сделать в храме органный концертный зал. В 1973-м в качестве научного консультанта в Пицунду приезжал профессор Московской консерватории Леонид Ройзман. По его совету за изготовление органа обратились в органостроительной фирме A. Schuke под руководством Ганса Иоахима Шуке. В Венгрии было заказано 364 зрительских кресла. И постепенно интерьер храма был преобразован в концертный зал. Открытие зала состоялось 1 ноября 1975 года.
С 1976 г. постоянным органистом является дипломант Лейпцигского конкурса им. И. Баха Гарри Коняев. В 80-х годах наряду с ним выступают органистки Н. Седун и Л. Галустян.
В 1985 году во время учёбы в аспирантуре Московской государственной консерватории им. П. И. Чайковского у абхазской органистки Марины Шамба появилась идея переложить родные мотивы для органа. Впервые сюиты народных песен прозвучали в органном зале Пицунды в 1987 году. После грузино-абхазской войны орган был разрушен, и Марина Шамба вместе с коллегами начали его восстановление. В 1994 году, состоялся благотворительный концерт, который Марина посвятила всем, не вернувшимся с войны. С 2008 года она является художественным руководителем Концертного зала Пицундского храма.
27 июня 2008 года вышло Постановление Кабинета Министров Республики Абхазия, согласно которому Концертный зал Пицундского храма был реорганизован в Государственное учреждение «Государственный концертный зал Пицундского храма» и включён в структуру Министерства культуры Республики Абхазия.

## Орган
Орган, расположенный в храме, изготовлен немецкой фирмой A. Schuke и является последней работой Ганса Шуке. После установки инструмента в Пицунду прибыла приёмная комиссия, в которую в том числе вошли Леонид Ройзман и заведующая органной мастерской Московской консерватории Наталья Малинина. Первыми исполнителями стали художественный консультант фирмы A. Schuke, профессор Лейпцигской консерватории В. Шетелих и органист Лейпцигского храма св. Томаса Х. Кестнер.
Орган состоит из 4,5 тысячи трубок, 59 регистров, трёх мануалов и клавиатуры для ног. Вес органа — 20 тонн, а высота 11 метров.
В 2014 году И. о. президента Абхазии Валерий Бганба подписал распоряжение, в котором поручил министерству культуры совместно с госуправлением по охране истории культурного наследия изыскать возможность переноса органа из Пицундского собора в другое место.
Распоряжение и. о. президента было отрицательно воспринято в Абхазии и стало предметом обсуждения в социальной сети Facebook. Абхазский политолог Нури Гезердава написал на своей странице в Facebook, что «это несвоевременное и непродуманное решение».

## Фестивальная площадка
С 1977 г. в храме ежегодно проводятся сентябрьские фестивали органной музыки, инициатором организации которых является профессор Московской консерватории им. П. И. Чайковского Л. Ройзман.
С 2002 года по инициативе певицы Хиблы Герзмава, в Пицунде стали проводиться музыкальные фестивали с участием солистов Московского государственного академического музыкального театра им. Станиславского и Немировича-Данченко.
В 2006 году в концертном зале Пицундского храма совместно с Хиблой Герзмава состоялся концерт всемирно известной певицы Елены Образцовой. Вел концерт известный музыковед Святослав Бэлза.
В 2007 г, продолжая традицию проведения Фестивалей в Пицундском храме, в рамках программы «Хибла Герзмава приглашает…», состоялся концерт Государственного камерного оркестра «Виртуозы Москвы» под руководством дирижера Владимира Спивакова.
В 2008 г. в фестиваля «Хибла Герзмава приглашает…» в Пицундском храме состоялся концерт при участии Хиблы Герзмава и пианиста Даниила Крамера.
Проходит международный фестиваль «Органные вечера в Пицунде»